# 大川端リバーシティ21
大川端リバーシティ21（おおかわばたリバーシティにじゅういち）は、東京都中央区佃に所在したIHI（石川島播磨重工業）東京工場跡地などに整備された超高層住宅を中心とした住宅地。東京ウォーターフロント開発のさきがけであり、眺望を重視したタワー型高層マンションの原型となった。本項では隣接する新川地区に建てられたリバーシティ21新川についても記載する。

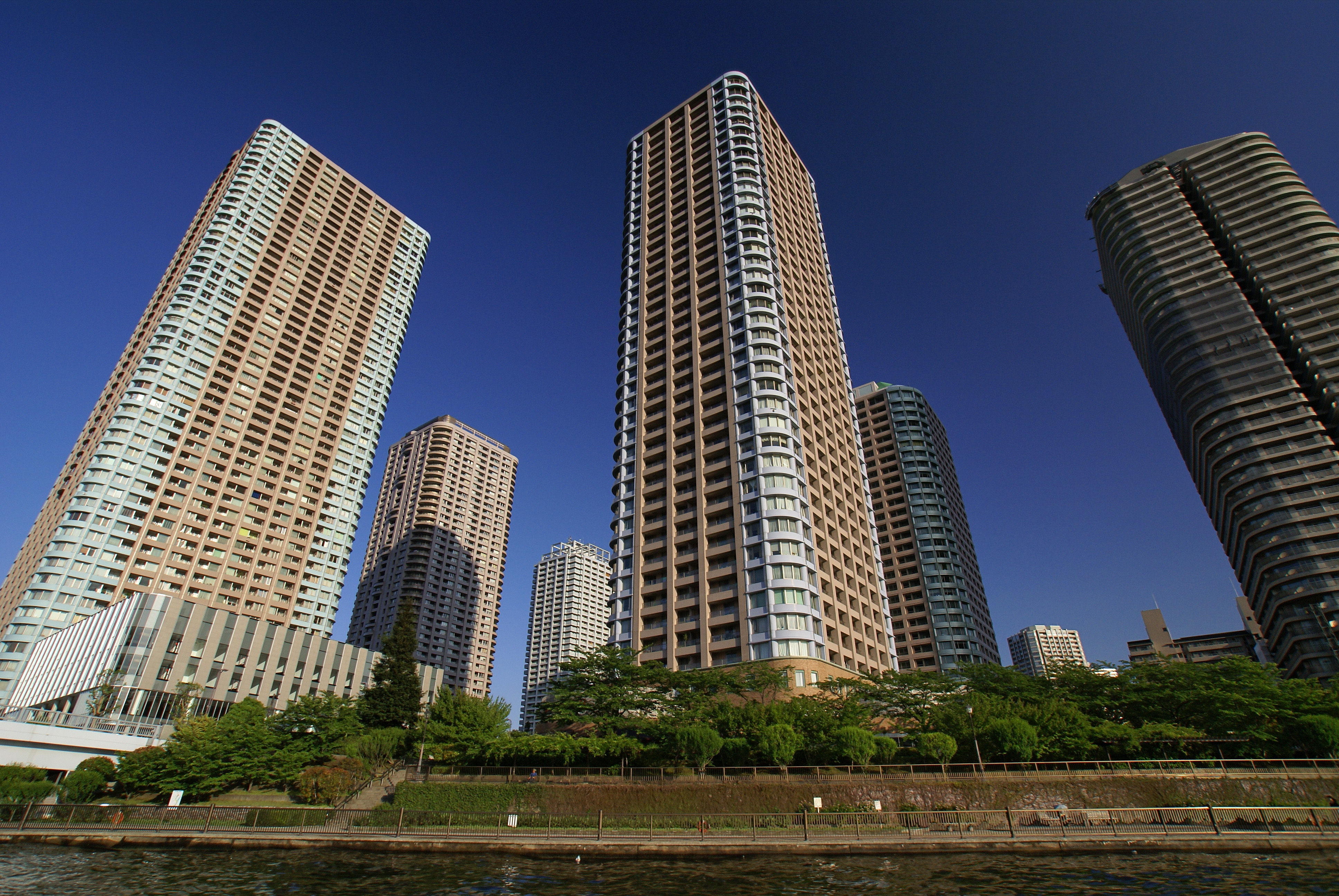
隅田川から見上げる大川端リバーシティ21

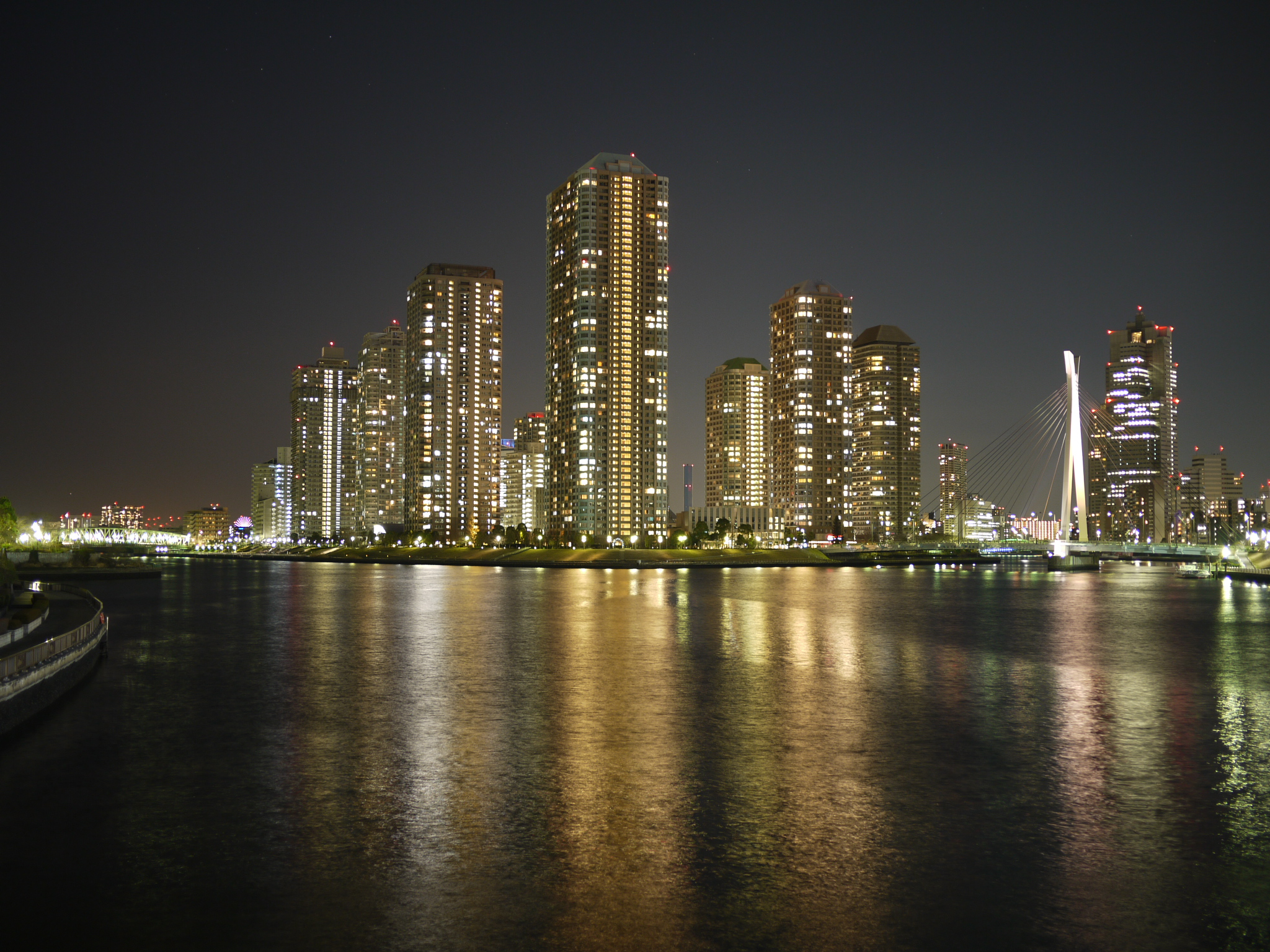
永代橋より望む大川端リバーシティ21

## 概要
開発事業地である佃二丁目地区は、江戸幕府船手頭の石川八左衛門重次が、1626年（寛永3年）に居を構えたことから石川島と呼ばれ、南側の佃一丁目地区は、徳川家康が恩顧の大阪「佃村」の漁師にこの干潟百間四方を与え、移住させたことから佃島の名で呼ばれていた。幕末には水戸藩主徳川斉昭によって造船施設も造られ、明治期に官営造船事業は横須賀に移転するが、跡地は平野富二に払い下げられ、1876年（明治9年）10月、東京石川島平野造船所が操業を開始し、1892年（明治25年）には南側の月島地区の第1期埋立が完成。東京石川島平野造船所は石川島播磨重工業に発展していく。
この佃地区には三井不動産が創立時に引き継いだ貸付地があったが、その大部分は石川島播磨重工業への貸付地で1965年（昭和40年）同社に売却されていた。79年秋、この工場跡地9万2000㎡を三井不動産と日本住宅公団（現：都市再生機構）が買収したことを機に、東京都において、佃および新川地区とその周辺約330万㎡を対象とする大規模な再開発の検討が始められた。同年には「都財政の再建」と「マイタウン構想」を掲げた鈴木俊一が東京都知事に当選し、大川端は鈴木が掲げた「マイタウン東京の実現」モデルプロジェクトとして推進されることになり、1982年（昭和57年）に中曽根康弘が首相となると、「民活」を掲げた国有地の払い下げや都市再開発促進の規制緩和も追い風となった。
特定住宅市街地総合整備促進事業整備計画である「大川端リバーシティ21開発事業」は、水辺を活かした活力ある良好な生活環境を取り戻し、都心の人口回復を図るという目標のもと、官公民共同開発、超高層住棟、ウォーターフロントの三つが大きな特徴で、国や都で進めていた民間活力の導入による街づくりの一つとして、土地を所有していた公団と三井不動産に、都や東京都住宅供給公社が加わり住宅を建設するとともに、道路や橋などの公共施設整備も行われた。現在では超高層マンションは珍しくはないが、当時はハード・ソフト両面において技術開発も研究途上にあり、同時期に開発が進んでいたニューヨークのバッテリー・パーク・シティやロンドンのドックランズなども参考にしながら、1986年（昭和61年）に着工し、89年に入居が始まり、途中計画の変更もあったが、2010年（平成22年）に最後に残ったオフィスビルが竣工して約20年かけてすべてが完成している。
街区は東・西・北の3ブロックおよび教育施設用地から構成され、超高層棟7棟、高層棟5棟のほか、緩傾斜型堤防（スーパー堤防）によって親水性の高い空間が作り出され、オープンスペースには伊東豊雄によるパンチングメタルのオブジェ「風の卵」をはじめ、様々なオブジェが置かれた。このほか、地下鉄有楽町線が新設され、隅田川には中央大橋が新たに架けられ、東京駅と直結する道路が新設されるなど、隣の佃島には昭和40年代まで渡しがあったほど都会の僻地だった場所が、交通至便の一等地に変貌した。
住棟デザインは公社と公団がバルコニーの水平ラインを強調しているのに対し、三井不動産の分譲棟では角のバルコニーをやめて大型サッシを採用した曲線でまとめられている。ポストモダンデザインが流行していた当時、ピラミッド型の斜め屋根のようなルーバーも話題になった。これは建物上部に露出するエレベーター機械室や給水塔をカバーする実用性から来るデザインであったが、大川端リバーシティのスカイラインを決定づけている。
共用施設やサービスも多くの試みが行われ、三井不動産棟ではゴミの収集、届けもの預かり、宅配配送、ランドリー等からなるアテンドシステムと呼ばれる当時としては先進的なサービスが用意され、スポーツ施設やレストランも併設された。公団棟でもセントラル給湯冷暖房、床暖房など新たに開発された設備を装備。現在ではその多くが標準仕様となっている。
なお、リバーシティ21イーストタワーズ、リバーシティ21新川、リバーシティ21イーストタワーズIIの高額賃貸住宅は、2016年（平成28年）2月に都市再生機構が運営事業者の募集を行い、競争入札の結果、アール・エー・アセット・マネジメントの事業共同体が落札者に決定した。これに伴い、10月からは同共同体が3つの高層住宅の運営管理を行っている。

## 街区の概要

### 東ブロック
3.26haの東ブロックは、東京都・東京都住宅供給公社・住宅・都市整備公団が総戸数1326戸の賃貸住宅の供給に取り組んだ。
イーストタワーズ（6 - 9号棟）、リバーシティ21イーストタワーズ10号棟、コーシャタワー佃のほか、都営住宅が所在する。このうち、コーシャタワー佃は都住宅供給公社における初の超高層賃貸住宅として建てられたものである。

### 西ブロック
3.16haの開発を受け持った三井不動産はこの地区を「ピアウエスト」と名付け、1986年12月、住宅総戸数1170戸の新しい都市型住宅の建設に着手する。
西ブロックの住宅はすべて分譲として計画されていたが、86年、87年には東京圏の地価が23.8%、65.3%と急騰し、住宅価格も急騰した。このため、都知事が三井不動産に西ブロックの住宅について、分譲から賃貸へ変更するよう要請した。すでに14階建「パークサイドウイングス」、40階建「リバーポイントタワー」は着工していたが、分譲から賃貸へのコンセプトの練り直しが行われ、ホテル型の賃貸住宅管理システムが備えられ、1988年6月にパークサイドウイングス、翌年4月にリバーポイントタワーは竣工した。
1989年4月に31階建「シティフロントタワー」、90年8月には40階建「スカイライトタワー」が着工する。工事が進捗する中で、両タワーは当初計画通りの分譲による供給が認められ、シティフロントタワーは92年2月、スカイライトタワーは93年3月にそれぞれ竣工し、西ブロックは全体竣工を迎えた。
なお、パークサイドウイングス、リバーポイントタワーの賃貸棟は、現在は三井不動産系の日本アコモデーションファンド投資法人が所有し、管理は三井不動産レジデンシャルリースが担っている。

### 北ブロック
約2.6haの北ブロックは、文化・商業等施設用地として位置づけられていたが、西ブロックが竣工した1993年には、地価が3年連続して下落、オフィス賃料も地価とともに下落を続け、空室率の上昇傾向も明らかになってきていた。そうした中、94年6月に中央区から整備の早期着手と住宅を中心とした開発計画検討の要請が出された。これを受け、文化・商業等施設を中心とした計画から2棟の住宅棟を含む複合計画に変更され、12月に整備計画変更の建設大臣承認、続いて都から北ブロックの総合設計許可を取得した。そして、住宅総戸数は、2500戸から4000戸に変更された。
北ブロックの2棟の高層マンションのうち、賃貸642戸のN棟は住宅・都市整備公団、分譲756戸のM棟は三井不動産によって供給が行われることになり、99年3月にM棟「センチュリーパークタワー」が竣工。00年3月には石川島公園第2期、6月には都市基盤整備公団のN棟「リバーシティ21イーストタワーズII」が竣工し、北ブロックの高層マンションは完成した。

### 教育施設用地
1.4haの教育施設用地には、1988年（昭和63年）に複合校舎として開校した中央区立佃島小学校と中央区立佃中学校が立地する。

### 新川地区
中央大橋を渡った対岸の新川地区には、都市基盤整備公団が建設したリバーシティ21新川が所在する。1995年（平成7年）3月に竣工した総戸数505戸の賃貸住宅は、全体が灰色と外観上も佃の建物とは異なる。

## 沿革
- 1979年 - 大川端再開発基本計画調査実施[1]。
- 1982年 - 大川端地区特定住宅市街地総合整備促進事業整備計画建設大臣承認[1]。
- 1984年 - 関連公共施設都市計画決定（街路、河川、用途容積等）[1]。
- 1986年 - 住宅建設着工[1]。
- 1988年 - 住宅第一期入居開始。地下鉄有楽町線月島駅が開設[1]。
- 2000年 - 都営地下鉄大江戸線が開業して月島駅に乗り入れ。
- 2010年 - 最後に残ったオフィスビルが竣工して全体が完成。

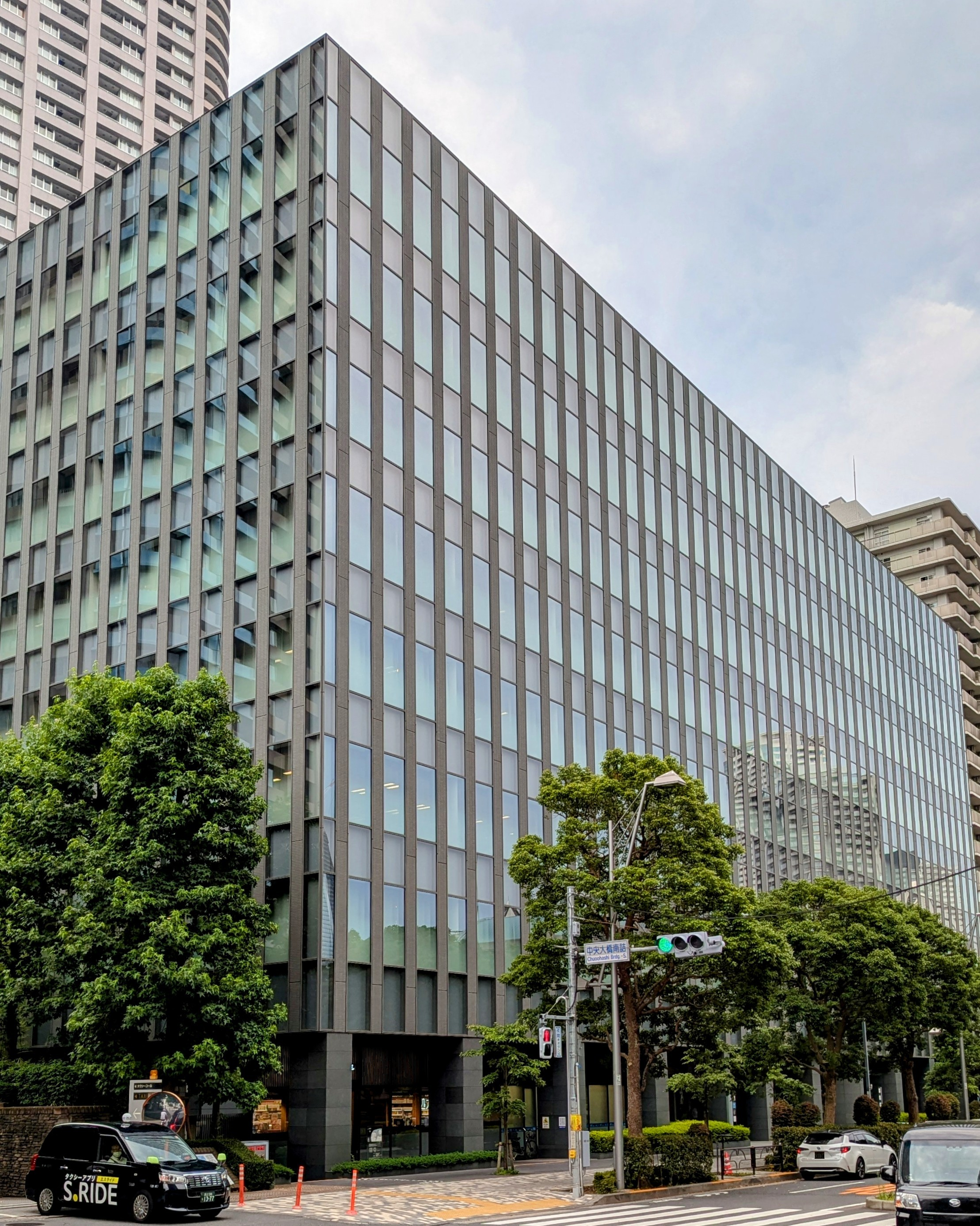
最後に完成したオフィスビル「リバーシティM-SQUARE」

## 都営バス「リバーシティ21」停留所
都営バスでは、大川端リバーシティ21の最寄停留所として、東16系統（及び現在は廃止された東12系統・旧東15乙系統と、現在は廃止され休日の復路のみ経由していた銀座01系統「銀ブラバス」）に「リバーシティ21」停留所が八重洲通り沿いに設置されている。
この停留所の英語表記は、以前は「RIVER CITY 21」で統一されていたが、バス停留所が建て替えられた際、しばらく「Ribā-city-nijūichi」と表記され、後に「River-City-Nijuichi」に改められた。日本語表記は、バス車内の次停留所表示機がLED2段タイプのものである時は、「リバーシティー21」と、長音符「ー」が「ティ」の後ろにつく車内表示だったが、LCDの更新を機に「リバーシティ21」と改められた。中国語での表記は「河城21」である。
過去には、都バス運行サービスのリバーシティ21停留所のページでは「RIBA-SHITEXINIJUUICHI」（ローマ字入力で「りばーしてぃにじゅういち」と入力する際にキーボードから打ち込むキーの並び）と表記されていたが、その後「River City Nijūichi」に変更になった。

## 交通アクセス
- 月島駅（東京メトロ有楽町線・都営地下鉄大江戸線）6番出入口から徒歩15分。
- 八丁堀駅（東京メトロ日比谷線・JR京葉線）B4出入口から徒歩8分。
- 茅場町駅（東京メトロ東西線・東京メトロ日比谷線）1番出入口から徒歩19分。
- 都営バス東16系統（東京駅八重洲口-東京ビッグサイト・深川車庫）で「リバーシティ21」停留所下車。
- 江戸バス（中央区コミュニティバス）南循環（中央区役所を起終点に環状運転）で「シニアセンター」停留所下車[20]。

## ギャラリー

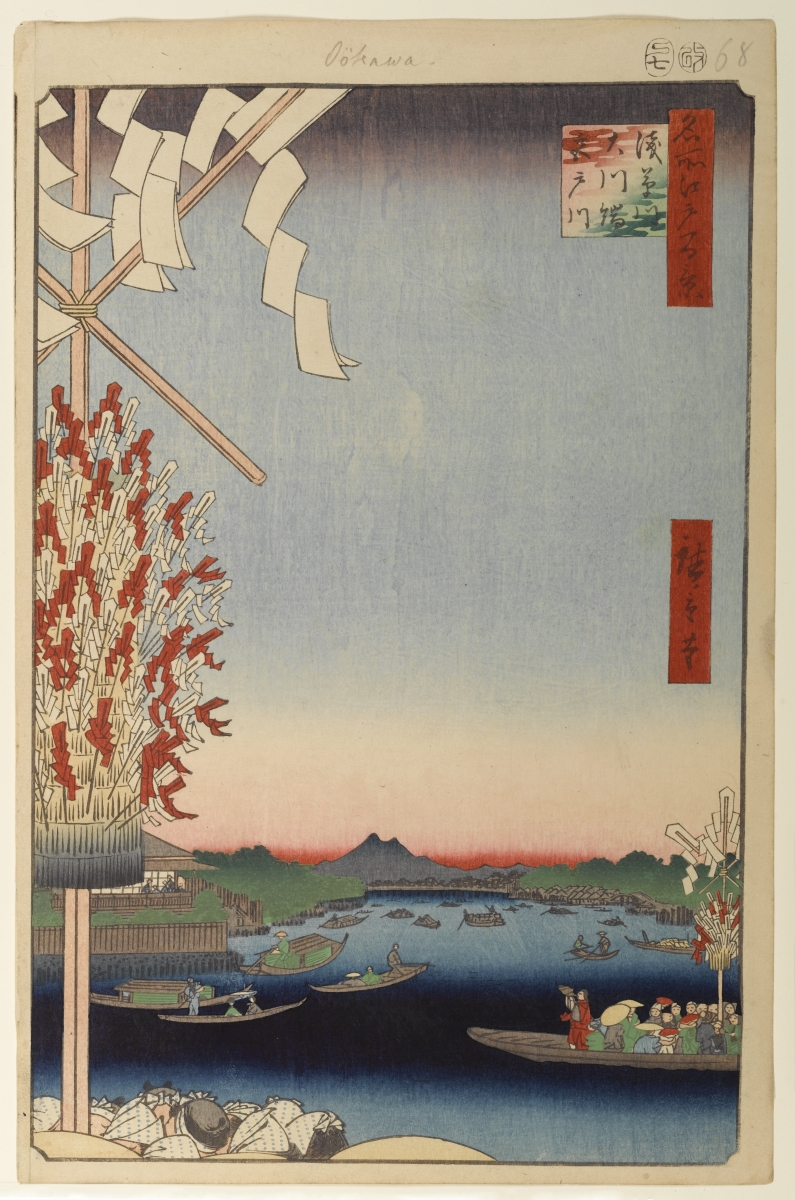
江戸時代の大川端。広重「浅草川大川端宮戸川」
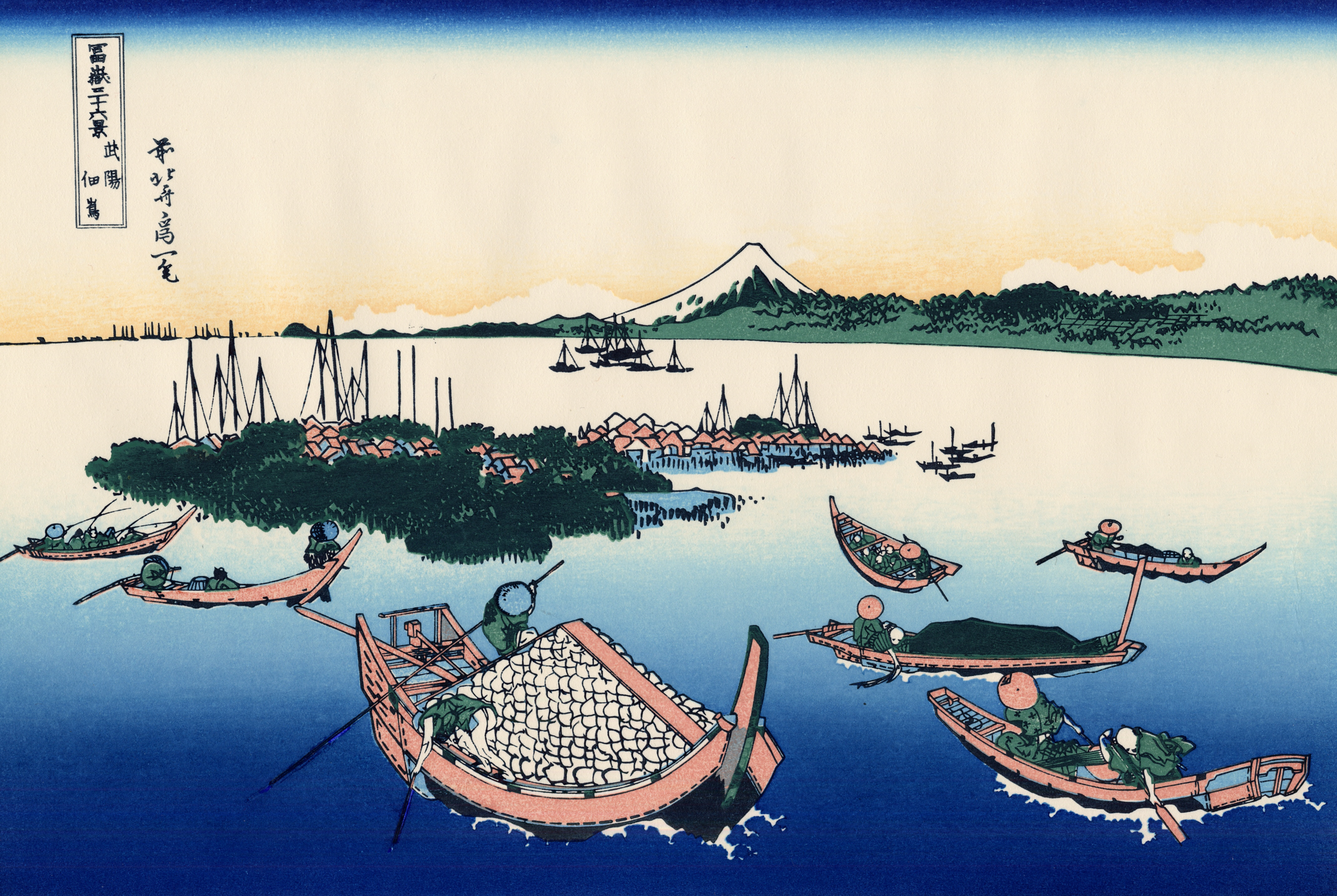
石川島　佃島　葛飾北斎
永代橋　佃　歌川広重